# Inter Leipzig
Inter Leipzig is een Duitse voetbalclub uit Leipzig in de Duitse deelstaat Saksen.
De club werd in augustus 2013 opgericht en probeerde te fuseren met TuS Leutzsch, maar dit mislukte. In juli 2014 fuseerde de club met SV See 90 en behield de naam International Leipzig. De club kon de plaats van See in de Sachsenliga (zesde klasse) overnemen. De club werd vicekampioen en promoveerde naar de Oberliga NOFV-Süd. In 2022 degradeerde de club weer naar de Sachsenliga. Een jaar later volgde terugtrekking uit deze liga.